# Томский, Константин Владимирович
Константи́н Влади́мирович То́мский (род. 16 марта 1975) — российский легкоатлет, специалист по стипльчезу. Выступал на профессиональном уровне в 1993—2004 годах, обладатель бронзовой медали молодёжного чемпионата Европы, победитель и призёр первенств всероссийского значения, участник ряда крупных международных стартов, в том числе чемпионата Европы в Будапеште. Представлял Москву.

## Биография
Константин Томский родился 16 марта 1975 года.
Впервые заявил о себе на международном уровне в сезоне 1993 года, когда вошёл в состав российской сборной и выступил на юниорском европейском первенстве в Сан-Себастьяне, где в беге на 3000 метров с препятствиями закрыл десятку сильнейших.
В 1996 году в стипльчезе одержал победу на зимнем чемпионате России в Москве, финишировал пятым на летнем чемпионате России в Санкт-Петербурге.
В 1997 году в той же дисциплине получил серебро на зимнем чемпионате России в Волгограде, взял бронзу на молодёжном европейском первенстве в Турку. Будучи студентом, представлял страну на Всемирной Универсиаде в Сицилии — здесь с личным рекордом 8:32.42 занял пятое место.
В 1998 году стартовал на международных турнирах в Италии, Словакии, Чехии, выиграл серебряную медаль на чемпионате России в Москве. Благодаря череде удачных выступлений удостоился права защищать честь страны на чемпионате Европы в Будапеште — на предварительном квалификационном этапе стипльчеза показал результат 8:49.53, чего оказалось недостаточно для выхода в финал.
В 1999 году одержал победу на Мемориале братьев Знаменских в Москве, был четвёртым на чемпионате России в Туле.
В 2000 году выиграл бронзовую медаль на Кубке России в Туле, стал серебряным призёром на Мемориале братьев Знаменских в Санкт-Петербурге, занял восьмое место на чемпионате России в Туле.
В 2001 году финишировал пятым на Мемориале братьев Знаменских в Туле, восьмым на чемпионате России в Туле.
В январе 2004 года отметился выступлением на чемпионате Москвы, где занял 11-е место в беге на 1500 метров.
В 2009 году выиграл Битцевский полумарафон.
Сын Егор Томский так же занимается лёгкой атлетикой.